# Kreteus
Kreteus (gr. Κρηθεύς Krētheús, łac. Cretheus) – w mitologii greckiej królewicz, założyciel i król miasta Jolkos w Tesalii.
Uchodził za syna Eola i Enarete. Z Tyro, która była jego żoną i bratanicą (córką Salmoneusa), miał dzieci Ajzona, Amytaona, Feresa. Był adopcyjnym ojcem Neleusa i Peliasa, których Tyro miała z bogiem Posejdonem.